# I Miss You (Björk-låt)
"I Miss You" är en låt skriven av den isländska sångerskan Björk med Howie B, utgiven som den sjätte och sista singeln från albumet Post den 24 februari 1997. Skriven och producerad tillsammans med Howie B. Låten nådde #36 på den brittiska singellistan.
Sångens text handlar om att Björk redan vet vem hennes perfekta älskare kommer att bli, trots hon ännu inte mött honom. Den remastrade versionen från samlingsboxen (____surrounded): (2006) innehåller nyinspelad sång.
B-sidan "Karvel" spelades in under en av Björks första sessioner med Graham Massey 1991; då även två av Björks andra låtar spelades in: "Army of Me" och "The Modern Things".
Musikvideon till låten är animerad och regisserades av den kanadensiska animatören John Kricfalusi från Spümcø Inc, mest känd för Ren & Stimpy-serierna vilka Björk tyckte om.

## Låtlista
CD 1
1. "I Miss You" – 4:00
2. "I Miss You" (Dobie Rub Part Two – It's a Hip-Hop Thing) – 5:38
3. "I Miss You" (Darren Emerson Underwater Mix) – 9:29
4. "Karvel" – 4:28

CD 2
1. "I Miss You" (Dobie's Rub Part One – Sunshine Mix) – 5:34
2. "Hyperballad" (LFO 3am mix) – 4:16
3. "Violently Happy" (Live at Wembley Arena) – 6:17
4. "Headphones" (The Mëtri Mix) – 6:16